# Berlux Z
Berlux Z (né le 6 avril 2011) est un cheval hongre Zangersheide de robe grise, monté en saut d'obstacles par le cavalier français Simon Delestre. Il participe notamment aux Jeux olympiques de Tokyo en 2021, où il réalise une très bonne performance au regard de son jeune âge.
Après cette édition olympique, il est vendu aux écuries du cavalier irlandais Cian O'Connor.

## Histoire
Il naît le 6 avril 2011, à l'élevage de NV Laveco, en Belgique.
L'achat de Berlux Z, alors âgé de 5 ans, est conseillé par Gilles Bertrand à la cavalière Julie Simone, qui en devient propriétaire. Il est repéré à l'âge de 7 ans par le cavalier international français Simon Delestre, et vendu. Berlux Z devient la propriété de Nicholas Hochstadter et est depuis monté par Simon Delestre. Malgré l'absence de concours en 2020 due au contexte sanitaire, le cheval progresse beaucoup entre son rachat et le début de l'année 2021, ce qui permet d'envisager une sélection pour les Jeux olympiques de Tokyo. Le couple participe au concours de Valkenwaard mi-juillet 2021, qui constitue leur dernier gros concours avant les Jeux olympiques.

### Participation aux Jeux olympiques de Tokyo 2020
Berlux Z a 10 ans lors de sa participation aux Jeux olympiques de Tokyo en 2021, ce qui en fait un jeune cheval à ce niveau de compétition. Le couple est préservé en raison du format des JO afin d'être frais pour l'épreuve par équipes. Delestre et Berlux Z démarrent l'épreuve par équipe aux JO de Tokyo sur un parcours sans fautes, avec un seul point de temps dépassé, que Delestre décrit comme un « parcours d'anthologie ».

### Vente aux écuries de Cian O'Connor
Deux semaines après les Jeux olympiques, Berlux Z est vendu aux écuries de l'Irlandais Cian O'Connor, qui annonce le confier à l'un de ses élèves.

## Description
Berlux Z est un hongre de robe gris clair, inscrit au stud-book du Zangersheide. Il mesure 1,70 m. Delestre le décrit comme « un cheval hors norme, c’est un vrai crack qui est en train d’écrire sa légende ».

## Palmarès
Il atteint un indice de saut d'obstacles (ISO) de 161 en 2020.

## Origines
C'est un fils de l'étalon Berlin. Sa mère Dame de la Cour est une fille de l'étalon Selle français Major de la Cour.